# Athyrium eremicola
Athyrium eremicola là một loài dương xỉ trong họ Athyriaceae. Loài này được Ohwi ex Sa. Kurata mô tả khoa học đầu tiên năm 1960.
Danh pháp khoa học của loài này chưa được làm sáng tỏ. 